# Golfclub De Haar
Golfclub De Haar is een Nederlandse golfclub in Haarzuilens, Vleuten, in de provincie Utrecht. De club is opgericht in 1974 en heeft ongeveer 750 leden.

## De baan
De golfbaan ligt op een grondgebied van 58 ha in het Zuiderpark van landgoed Haarzuilens, vlak bij Kasteel de Haar. Het landgoed is ongeveer 600 jaar oud. De golfbaan is omgeven door grote oude eiken, kastanjes, beuken en linden. De baan is ontworpen door Frank Pennink.

## Uitbreiding
Eind 2018 is begonnen met de uitbreiding van de baan van 9 naar 18 holes. De nieuwe baan is ontworpen door de baanarchitect Bruno Steensels.
Er werden negen nieuwe holes aangelegd en de oude negen holes werden volledig opnieuw opgebouwd volgens de laatste technische inzichten op het gebied van waterhuishouding en bodemontwikkeling. Eind 2020 ging de vernieuwde baan open.
De landerijen van het landgoed zijn sinds 2000 eigendom van Natuurmonumenten. Natuurmonumenten voert het beheer.
Al in oktober 2000 droeg baron van Zuylen zijn toezegging voor de uitbreiding over tijdens de overdracht van landgoed Haarzuilens aan natuurmonumenten. Pas in september 2021 werd de baan geopend.
Onder leiding van de uitbreidingscommissie onder voorzitterschap van Dick de Bruin, samen met vele stakeholders, landschaps- en baanarchitecten, experts, etc is na 20 jaar tijd het ontwerp van Bruno Steensels gerealiseerd. 14 holes zijn volledig opnieuw aangelegd binnen het oude park en 2 ten noordwesten en 2 ten zuiden daarvan.
In 2018 werd de golfbaan verkozen tot de beste 9-holes golfclub van Nederland.